# Gmina Czaplinek
Gmina Czaplinek là một gmina thành thị-nông thôn (quận hành chính) ở hạt Drawsko, West Pomeranian Voivodeship, ở phía tây bắc Ba Lan.  Khu vực hành chính của nó là thị trấn Czaplinek, nằm cách Drawsko Pomorskie khoảng 29 kilômét (18 mi) về phía đông của và cách thủ phủ khu vực Szczecin 111 km (69 mi) về phía đông.
Gmina có diện tích 364,72 kilômét vuông (140,8 dặm vuông Anh), và tính đến năm 2006, tổng dân số của nó là 11.795 người (trong đó dân số của Czaplinek lên tới 6.933, và dân số của vùng nông thôn của gmina là 4.862).
Gmina bao gồm một phần của khu vực được bảo vệ gọi là Công viên cảnh quan Drawsko.

## Làng
Ngoài thị trấn Czaplinek, Gmina Czaplinek bao gồm các làng và các khu định cư như Bielice, Broczyno, Brzezinka, Buszcze, Byszkowo, Chmielewo, Cichorzecze, Czarne Nam, Czarne Wielkie, Dobrzyca Mala, Drahimek, Głęboczek, Kamienna Góra, Karsno, Kluczewo, Kluczewo -Kolonia, Kołomąt, Kosin, Kuszewo, Kuźnica Drawska, Laka, Łazice, Łysinin, Machliny, Miłkowo, Motarzewo, Niwka, Nowa Wies, Nowe Drawsko, Ostroróg, Piaseczno, Piekary, Podstrzesze, Prosinko, Prosino, Psie Glowy, Rzepowo, Sikory, Stare Drawsko, Stare Gonne, Stare Kaleńsko, Studniczka, Sulibórz, Trzciniec, Turze, Wełnica, Wrześnica, Zdziersko, elisławie và erdno.

## Gmina lân cận
Gmina Czaplinek giáp với các gmina như Barwice, Borne Sulinowo, Jastrowie, Ostrowice, Połczyn-Zdrój, Wałcz, Wierzchowo và Złocieniec.